# Vârful La Om
Der Vârful La Om (oder Piscul Baciului, dt. auch Hirtenspitze) ist mit 2238 m der höchste Gipfel des Piatra-Craiului-Gebirges (dt. Königsteingebirge) in den rumänischen Südkarpaten.
Er liegt in der Region Brașov (dt. Kronstadt) etwa 9 km südwestlich der Kleinstadt Zărneşti. Vom Gipfel hat man eine weit reichende Aussicht zum Fagarasch-Gebirge im Westen und zum Bucegi-Gebirge im Südosten. Der einfachste Aufstieg führt von Südosten über die Schutzhütte Refugiul Grind. Der Anstieg von Nordwesten über die Schutzhütte Refugiul Șpirla ist sehr steil und teilweise mit Stahlseilen abgesichert. Über den Kamm des Piatra-Craiului-Gebirges führt ein Gratweg, der den Gipfel des La Om überschreitet.